# Zelleria euthysema
Zelleria euthysema là một loài bướm đêm thuộc họ Yponomeutidae. Loài này có ở Úc.